# Stanclewo
Stanclewo [stant͡sˈlɛvɔ] (tiếng Đức: Sternsee)  là một ngôi làng thuộc khu hành chính của Gmina Biskupiec, thuộc huyện Olsztyński, Warmińsko-Mazurskie, ở miền bắc Ba Lan. Nó nằm khoảng 10 kilômét (6 mi) phía đông bắc Biskupiec và 40 km (25 mi) về phía đông của thủ đô khu vực Olsztyn.